# Стеван Мирковић
Стеван Мирковић (Ваљево, 27. октобар 1927 — Београд, 26. септембар 2015) био је учесник Народноослободилачке борбе и генерал-пуковник ЈНА. У периоду од 1987. до 1989. године обављао је функцију Начелника Генералштаба Југословенске народне армије.

## Биографија
Рођен је 27. октобра 1927. године у Ваљеву. Добровољно је ступио у Народноослободилачку војску Југославије (НОВЈ), октобра 1944. и био борац и политички делегат вода у Трећем батаљону Десете крајишке бригаде. Исте године је примљен у чланство Комунистичке партије Југославије (КПЈ). Извесно време провео је на служби у Одељењу за заштиту народа (ОЗН). Рањен је на Сремском фронту и код Брчког.
У Првој југословенској бригади био је од јула 1945. до јануара 1948. политички делегат вода, комесар чете, и инструктор за омладински рад. Значајније командне дужности које је обављао у Југословенској народној армији (ЈНА): командант падобранског батаљона, командант Шездесет треће падобранске бригаде, командант Војног округа, командант пешадијске дивизије, начелник Штаба армије и командант Треће армије. Штабне дужности обављао је у Команди Новосадског војног подручја и Команди ЈРВ и ПВО. Завршио је Војну политичку школу, Вишу војну академију ЈНА и Ратну школу ЈНА.
Заменик Начелника Генералштаба ЈНА био је од 1. септембра 1985. до 15. септембра 1987. године, а Начелник Генералштаба ЈНА у периоду од 15. септембра 1987. до 29. септембра 1989. године. На Тринаестом конгресу СКЈ биран је за члана Централног комитета СКЈ.
У чин генерал-мајора унапређен је 1975, генерал-потпуковника 1982, и генерал-пуковника ЈНА 1987. Активна војна служба престала му је 31. децембра 1989. године.
После увођења вишепартијског система, генерал Мирковић је био један од челних људи некадашње Организације СКЈ у ЈНА, која је 1990. године преименована у Савез комуниста — Покрет за Југославију (СК–ПЈ). После њеног спајања са Југословенском левицом (ЈУЛ), Мирковић је напустио организацију и био један од оштрих критичара Милошевићевог режима. Године 1997. основао је невладину организацију Центар Тито, чији је био председник, а касније почасни председник. Такође је био председник и потом почасни председник политичке странке Савез комуниста Југославије у Србији који делује у Републици Србији.
Преминуо је 26. септембра 2015. године у Београду. Сахрањен је на Новом гробљу у Београду.

## Одликовања
Одликован је многобројним југословенским одликовањима, међу којима су: 
- Орден југословенске заставе са лентом,
- Орден рада са црвеном заставом,
- Орден народне армије са ловоровим венцем,
- Орден за војне заслуге са великом звездом,
- Орден заслуга за народ са сребрним зрацима,
- Орден братства и јединства са сребрним венцем,
- Орден народне армије са златном звездом,
- Орден за храброст,
- Орден за војне заслуге са златним мачевима,
- Орден партизанске звезде са пушкама.